# فريدرش الثامن، دوق شلسفيغ-هولشتاين
الدوق فريدرش الثامن (الدنماركية:Frederik Christian August af Slesvig-Holsten-Sønderborg-Augustenborg؛ الألمانية:Friedrich Herzog von Schleswig-Holstein-Sonderburg-Augustenburg؛ 6 يوليو 1826 - 14 يناير 1880)؛ كان المتظاهر الألماني لعرش شلسفيغ-هولشتاين منذ عام 1863 على الرغم من أن بروسيا في الواقع استحوذت على المنطقة، وفضلاً عن ذلك هو دوق شلسفيغ-هولشتاين-زوندربورغ-آوغوستنبورغ، هو ابن كريستيان أوغسطس الثاني، دوق شلسفيغ-هولشتاين-زوندربورغ-آوغوستنبورغ حفيد كريستيان السابع ملك الدنمارك من جهة الأم، ووالدته هي الكونتيسة لويز صوفي من دانسكولد-سامس، فريدرش هو والد الإمبراطورة أوغستا فيكتوريا بزواجها من فيلهلم الثاني أخر أباطرة لألمانيا.